# 李家元宥
李家 元宥（りのいえ もとひろ／げんゆう）は、安土桃山時代から江戸時代にかけての武士。毛利氏の家臣で、長州藩士。李氏朝鮮の出身で、父は李氏朝鮮の将軍である李福男。

## 生涯
天正17年（1589年、李氏朝鮮の宣祖22年）、李氏朝鮮の武官で全羅道兵馬節度使を務めた李福男の子として生まれる。
幼少の頃に文禄・慶長の役が起こる。慶長2年（1597年、宣祖30年）の南原城の戦いにおいて父をはじめとした朝鮮軍の諸将が戦死し、南原城が陥落。元宥は従者2名と共に毛利氏家臣の阿曽沼元信によって捕らえられ、日本へ連れ帰られた。その際に元宥は「李家竜虎」の四字の紋があった兵具を持っていたという。
日本へ連れて来られた後に日本語を学び、毛利輝元に召し出されて周防国熊毛郡勝間村100石の地を与えられ、御伽衆として平素より輝元の御前に仕えた。
輝元の命により剃髪し、「元」の偏諱を与えられて、名を「元宥」とした。また、当初は「福余李」の名字を用いていたが、元々は李氏であったことから、毛利秀就の命によって名字を「李家」に改めた。秀就の代にも、江戸にいる秀就に御伽衆として仕え、長男の如宥に家督を譲って隠居した後も常に秀就の御前に控えていた。
また、柳生家信（松右衛門、大野家信）に剣術を学んで打太刀を任され、柳生新陰流（有地新影流）の免許を受けた。さらに家信の末期には、家信が生涯愛用していた槍と長刀を遺品として譲られている。
正保4年（1647年）11月27日、死去。享年59。